# Nicolae Ungureanu
Nicolae Ungureanu (n. 11 octombrie 1956 la Craiova) este un fost fotbalist român, care a jucat la Echipa națională de fotbal a României. A evoluat în carieră la Electroputere Craiova, Universitatea Craiova, Steaua București și Rapid București. Cu Steaua a jucat în finala Cupei Campionilor Europeni din 1989. Alături de echipa națională a României la participat la Campionatul European din 1984, performanță pentru care în martie 2008 a fost decorat cu Ordinul „Meritul Sportiv” clasa a III-a.
Gazetarul craiovean Ion Jianu considera că „la fel ca și Negrilă, Nae a fost un jucător cu o capacitate foarte bună de efort, făcea ambele faze - apărare, atac. A rămas recunoscut prin celebrele lui intrări din partea stîngă spre interior, iar adversarii - deși știau traseul lui <Roșu> - nu-l puteau deposeda”.